# جون نورييغا
جون نورييغا (بالإنجليزية: John Noriega)‏ هو لاعب كرة قاعدة أمريكي، ولد في 20 ديسمبر 1943 في أوغدن في الولايات المتحدة، وتوفي في 29 أكتوبر 2001 في بونتيفول في الولايات المتحدة.

## وصلات خارجية
- جون نورييغا على موقعبيزبول رفرنس.كوم (الدوري الرئيسي) (الإنجليزية)